# 眼斑天竺魚
眼斑天竺魚（學名：Ocellated cardinalfish），又稱眼斑原天竺鯛、眼斑正石鲷，为輻鰭魚綱鈎頭魚目天竺鲷科的其中一種。

## 分布
本魚分布于印度太平洋區，包括南非、莫三比克、葛摩、馬達加斯加、留尼旺、塞席爾群島、可可群島、臺灣、日本、越南、菲律賓、印尼、澳洲、密克羅尼西亞、馬紹爾群島、馬里亞納群島、新喀里多尼亞、關島、夏威夷群島、帛琉、斐濟、東加、法屬波里尼西亞等海域。

## 深度
水深1至5公尺。

## 特徵
本魚體呈長橢圓形且側扁，頭大、眼大，前鰓蓋骨骨化不完全，外緣平滑，尾鰭圓形，側線明顯，體色為淡棕色，體側佈滿數列整齊的褐色的斑點，第一背鰭具有一鑲白邊的黑色眼斑，各鰭淡色，尾鰭中央略突出，背鰭硬棘8枚；背鰭軟條9枚；臀鰭硬棘2枚；臀鰭軟條8枚，尾鰭呈圓形，體長可達6公分。

## 生態
本魚棲息於近海的珊瑚礁或潟湖，白天多藏於岩穴中，夜晚出來活動覓食，屬肉食性，以浮游生物或底棲無脊椎動物為食，雄魚與雌魚交配後，雄魚會將卵含在口中保護，孵化之。

## 經濟利用
不具經濟價值。

## 外部連結
- Froese, R. & Pauly, D. (eds.) (2011). Apogonichthys ocellatus. FishBase. Version 2011-12.

## 扩展阅读
維基物種上的相關：眼斑天竺鱼